# Noé Ela
Noé Nsula Ela Mangue (Madrid, 17 aprile 2003) è un calciatore spagnolo naturalizzato equatoguineano, attaccante dell'Alavés C e della nazionale equatoguineana.

## Carriera

### Club
Nato a Madrid da genitori equatoguineani, ha iniziato la sua carriera calcistica nell'UD Logroñés, con cui ha debuttato l'8 gennaio 2022 nell'incontro di Primera Federación pareggiato per 0-0 contro la Leonesa.
Il 10 agosto 2023 è stato acquistato a titolo definitivo dal Numancia.

### Nazionale
Ha debuttato con la nazionale equatoguineana il 6 settembre nell'incontro di qualificazione per la Coppa d'Africa 2023 pareggiato per 1-1 contro la Libia. È stato incluso nella lista dei convocati per la Coppa d'Africa 2023.

## Statistiche

### Presenze e reti nei club
Statistiche aggiornate al 2 gennaio 2023.
| Stagione        | Squadra         | Campionato      | Campionato | Campionato | Coppe nazionali | Coppe nazionali | Coppe nazionali | Coppe continentali | Coppe continentali | Coppe continentali | Altre coppe | Altre coppe | Altre coppe | Totale | Totale | Totale |
| Stagione        | Squadra         | Comp            | Pres       | Reti       | Comp            | Pres            | Reti            | Comp               | Pres               | Reti               | Comp        | Pres        | Reti        | Pres   | Reti   |        |
| --------------- | --------------- | --------------- | ---------- | ---------- | --------------- | --------------- | --------------- | ------------------ | ------------------ | ------------------ | ----------- | ----------- | ----------- | ------ | ------ | ------ |
| 2021-2022       | UD Logroñés B   | SDR             | 6          | 1          |                 | -               | -               |                    | -                  | -                  |             | -           | -           | 6      | 1      |        |
| 2022-2023       | UD Logroñés B   | SF              | 32         | 2          |                 | -               | -               |                    | -                  | -                  |             | -           | -           | 32     | 2      |        |
| 2021-2022       | UD Logroñés     | PDR             | 3          | 0          | CR              | 0               | 0               |                    | -                  | -                  |             | -           | -           | 3      | 0      |        |
| 2022-2023       | UD Logroñés     | PF              | 1          | 0          | CR              | 1               | 0               |                    | -                  | -                  |             | -           | -           | 2      | 0      |        |
| 2023-2024       | Numancia        | SF              | 13         | 2          | CR              | 0               | 0               |                    | -                  | -                  |             | -           | -           | 13     | 2      |        |
| Totale carriera | Totale carriera | Totale carriera | 55         | 5          |                 | 1               | 0               |                    | -                  | -                  |             | -           | -           | 56     | 5      |        |

### Cronologia presenze e reti in nazionale
| Cronologia completa delle presenze e delle reti in nazionale ― Guinea Equatoriale | Cronologia completa delle presenze e delle reti in nazionale ― Guinea Equatoriale | Cronologia completa delle presenze e delle reti in nazionale ― Guinea Equatoriale | Cronologia completa delle presenze e delle reti in nazionale ― Guinea Equatoriale | Cronologia completa delle presenze e delle reti in nazionale ― Guinea Equatoriale | Cronologia completa delle presenze e delle reti in nazionale ― Guinea Equatoriale | Cronologia completa delle presenze e delle reti in nazionale ― Guinea Equatoriale | Cronologia completa delle presenze e delle reti in nazionale ― Guinea Equatoriale |
| Data                                                                              | Città                                                                             | In casa                                                                           | Risultato                                                                         | Ospiti                                                                            | Competizione                                                                      | Reti                                                                              | Note                                                                              |
| --------------------------------------------------------------------------------- | --------------------------------------------------------------------------------- | --------------------------------------------------------------------------------- | --------------------------------------------------------------------------------- | --------------------------------------------------------------------------------- | --------------------------------------------------------------------------------- | --------------------------------------------------------------------------------- | --------------------------------------------------------------------------------- |
| 6-9-2023                                                                          | Bengasi                                                                           | Libia                                                                             | 1 – 1                                                                             | Guinea Equatoriale                                                                | Qual. Coppa d'Africa 2023                                                         | -                                                                                 | 66’                                                                               |
| 13-10-2023                                                                        | Malabo                                                                            | Guinea Equatoriale                                                                | 0 – 0                                                                             | Burkina Faso                                                                      | Amichevole                                                                        | -                                                                                 | 12’                                                                               |
| 15-11-2023                                                                        | Malabo                                                                            | Guinea Equatoriale                                                                | 1 – 0                                                                             | Namibia                                                                           | Qual. Mondiali 2026                                                               | -                                                                                 | 89’                                                                               |
| 9-1-2024                                                                          | Malabo                                                                            | Guinea Equatoriale                                                                | 1 – 1                                                                             | Gibuti                                                                            | Amichevole                                                                        | -                                                                                 | 76’                                                                               |
| 18-1-2024                                                                         | Abidjan                                                                           | Guinea Equatoriale                                                                | 4 – 2                                                                             | Guinea-Bissau                                                                     | Coppa d'Africa 2023 - 1º turno                                                    | -                                                                                 | 84’                                                                               |
| 25-3-2024                                                                         | Gedda                                                                             | Capo Verde                                                                        | 1 – 0                                                                             | Guinea Equatoriale                                                                | Amichevole                                                                        | -                                                                                 | 46’                                                                               |
| Totale                                                                            |                                                                                   | Presenze                                                                          | 6                                                                                 |                                                                                   | Reti                                                                              | 0                                                                                 |                                                                                   |